# Alliés de la Première Guerre mondiale
Pour les articles homonymes, voir Alliés (homonymie).

En marron, la Triple-Alliance, en vert la Triple Entente. Sur les lignes de jonction soufflaient les braises du revanchisme, jusqu'au point de rupture. Sur cette carte de 1914, l'Italie est toujours dans le camp de la Triple-Alliance mais elle en sort dès le déclenchement du conflit, avant de basculer dans la Triple-Entente en 1915.

Les Alliés de la Première Guerre mondiale, parfois appelés Forces de l'Entente ou Triple-Entente, sont la coalition formée tout au long de la Première Guerre mondiale entre plusieurs pays : principalement la France, l'Italie (qui rejoint l'alliance en 1915), l'Empire britannique, l'Empire russe (qui se retire en 1917) puis les États-Unis (en 1917), contre la Triplice.

## Historique
Les principaux alliés étaient la France, l'Empire russe, l'Empire britannique, l'Italie (à partir de 1915), puis en 1917 les États-Unis. La France, la Russie et le Royaume-Uni s'engagèrent dans la Première Guerre mondiale en 1914, en conséquence de l'alliance formant les Empires centraux. Bien d'autres pays les rejoignirent tout au cours de la guerre.

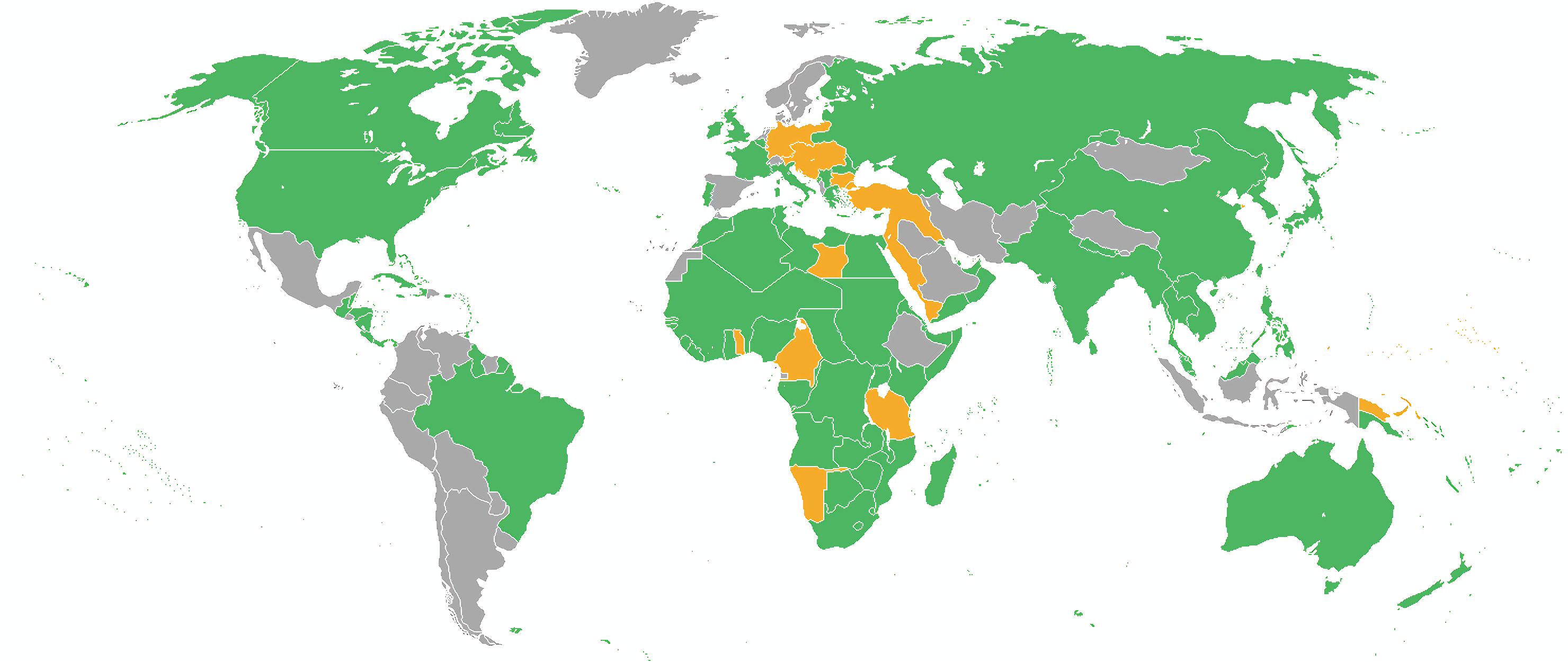
Carte des forces en présence, en orange les empires centraux (Triplice), en vert les Alliés (Entente). La Russie en proie à une révolution signa une paix séparée avec les puissances centrales en 1917 et les États-Unis entrèrent dans le conflit à cette même période.

En 1914, la Belgique était soumise, depuis 1831, à un régime de neutralité garanti par la France et le Royaume-Uni, ce qui signifie que ce pays pouvait compter sur ces deux nations pour venir à son secours s'il était attaqué. Mais la Belgique ne pouvait pas signer de traité d'alliance militaire avec un pays, quel qu'il soit, en conséquence du traité de neutralité. De 1914 jusqu'à la victoire de 1918, durant les opérations militaires consécutives à l'attaque allemande contre la Belgique, ce pays se lia de fait avec les Franco-Britanniques.

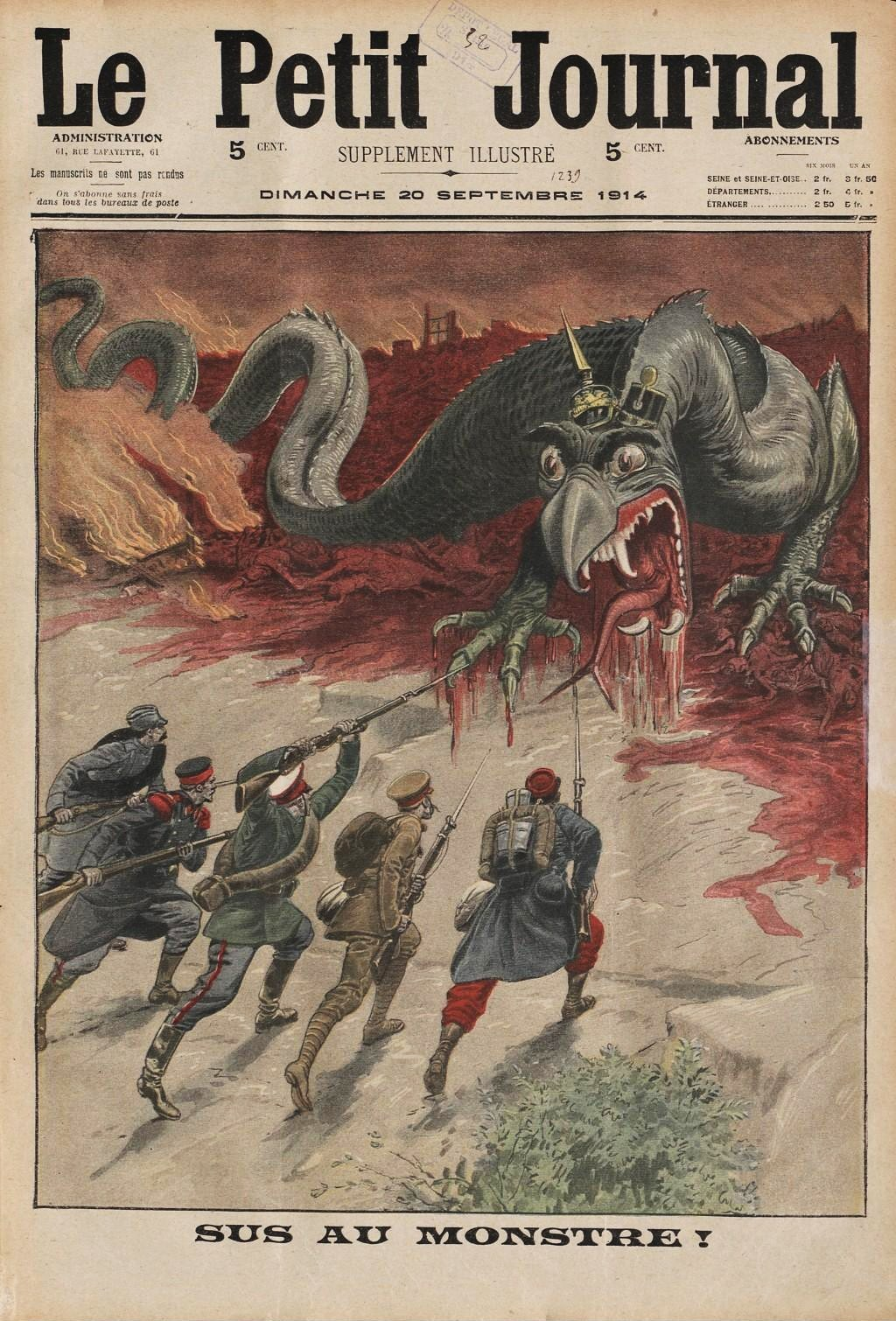
« Sus au monstre ! », image de bourrage de crâne montrant les Serbes, Belges, Russes, Britanniques et Français face à un dragon portant les casques de l'Empire allemand et de l'Autriche-Hongrie. Le Petit Journal, 20 septembre 1914.

En 1917, le président américain Woodrow Wilson et son gouvernement décidèrent de ne pas définir les États-Unis en tant qu'allié, lorsqu'ils déclarèrent la guerre à l'Allemagne, à la suite du casus belli constitué par l'attaque par les sous-marins allemands de la marine marchande américaine, en violation de la neutralité américaine. Ainsi, les Américains ne déclarèrent la guerre ni à l'Empire ottoman ni à la Bulgarie, en tant qu'allié formel de la France et du Royaume-Uni, mais seulement pour défendre leurs intérêts, en maintenant cette différence de statut tout au long du conflit, et tout en s'alliant de fait avec les Franco-Anglais sur le plan de la tactique des combats. Le 14 mars 1917, la Chine décide de rompre ses relations diplomatiques avec l'Allemagne ; le 14 août 1917, la Chine du gouvernement de Duan Qi Rui déclare la guerre à l'Allemagne et à l'Autriche-Hongrie.
Bien que les États du dominion britannique et les colonies de la couronne de l'Empire britannique aient contribué de manière significative à l'effort de guerre des alliés, ils n'avaient pas de politique de défense et d'affaires étrangères indépendantes de l'Angleterre. Cependant, les gouvernements des dominions contrôlaient le recrutement dans leurs pays. Le contrôle opérationnel de l'Empire était aux mains d'un cabinet de cinq membres. À partir de début 1917, le cabinet fut supervisé par le Cabinet de guerre impérial, où les dominions étaient représentés.
Plus tard, au cours de la guerre, les corps australiens, néo-zélandais et canadiens (plus de 1.000.000 soldats) furent groupés au sein d'une armée séparée, sous le commandement de généraux australiens et canadiens, soumis à l'autorité de supérieurs hiérarchiques anglais et français.
En avril 1918, le contrôle opérationnel des forces alliées et des Belges sur le Front occidental passe aux mains d'un nouveau commandant suprême, le maréchal Ferdinand Foch.

## Les forces alliées

Distribution des pertes humaines au sein des forces alliées.

Estimation chiffrée et cumulative des forces alliées prenant en compte le cumul des différents personnels en uniforme entre 1914 et 1918 de toutes les armées (marine, armée de terre, aviation) et des troupes auxiliaires.
- Empire russe : 14 000 000
- France : 8 410 000
- Empire britannique : 5 839 000
  -  Australie : 300 000[1]
  -  Canada : 619 636[2]
  -  Nouvelle-Zélande : 100 000
- Royaume d'Italie : 5 615 000
- États-Unis : 2 743 826 (voir la composition du corps expéditionnaire américain en 1918)
- Royaume de Roumanie : 750 000
- Royaume de Serbie : 707 300
- Belgique : 267 000
- Royaume de Grèce : 230 000
- Portugal : 100 000
- Royaume du Monténégro : 50 000

Total : 42 959 850